# Сан Феличе дел Молизе
Сан Феличе дел Молизе (итал. San Felice del Molise), на славомолишком званим Филић или Штифлић, је насеље у Италији у округу Кампобасо, региону Молизе.
Према процени из 2011. у насељу је живело 579 становника. Насеље се налази на надморској висини од 516 м.

## Становништво
| 1931. | 1936. | 1951. | 1961. | 1971. | 1981. | 1991. | 2001. | 2011. |
| ----- | ----- | ----- | ----- | ----- | ----- | ----- | ----- | ----- |
| 1.592 | 1.653 | 1.727 | 1.371 | 1.003 | 911   | 882   | 813   | 694   |